# Paul Keres
Paul Keres (7 tháng 1 năm 1916 – 5 tháng 6 năm 1975) là một Đại kiện tướng cờ vua người Estonia đồng thời là tác giả viết về cờ vua. Ông nằm trong top những kỳ thủ hàng đầu thế giới giai đoạn giữa thập niên 1930 đến giữa thập niên 1960.
Keres suýt soát lỡ hẹn với trận tranh ngôi vô địch thế giới năm lần. Chiến thắng tại giải AVRO năm 1938 đem đến cho ông cơ hội thỏa thuận về một trận đấu tranh ngôi vương với nhà đương kim vô địch khi đó là Alexander Alekhine, nhưng trận đấu đó đã không bao giờ được tổ chức do Thế chiến thứ hai. Sau chiến tranh Keres có bốn lần đạt vị trí á quân ở các giải Candidates.
Do những thành tích ấn tượng, một phần như đã nêu trên, nhiều nhà sử học về cờ vua đánh giá Keres là kỳ thủ mạnh nhất trong số những kỳ thủ chưa từng lên ngôi vô địch thế giới đồng thời là một trong số những kỳ thủ vĩ đại nhất mọi thời đại. Ông được đặt cho biệt danh "Paul đệ nhị", "người luôn về nhì" và "thái tử cờ vua". Keres cùng với Viktor Korchnoi và Alexander Beliavsky là ba người từng đánh bại nhiều nhà vô địch cờ vua thế giới nhất trong lịch sử (9 nhà vô địch).

## Thuở thiếu thời

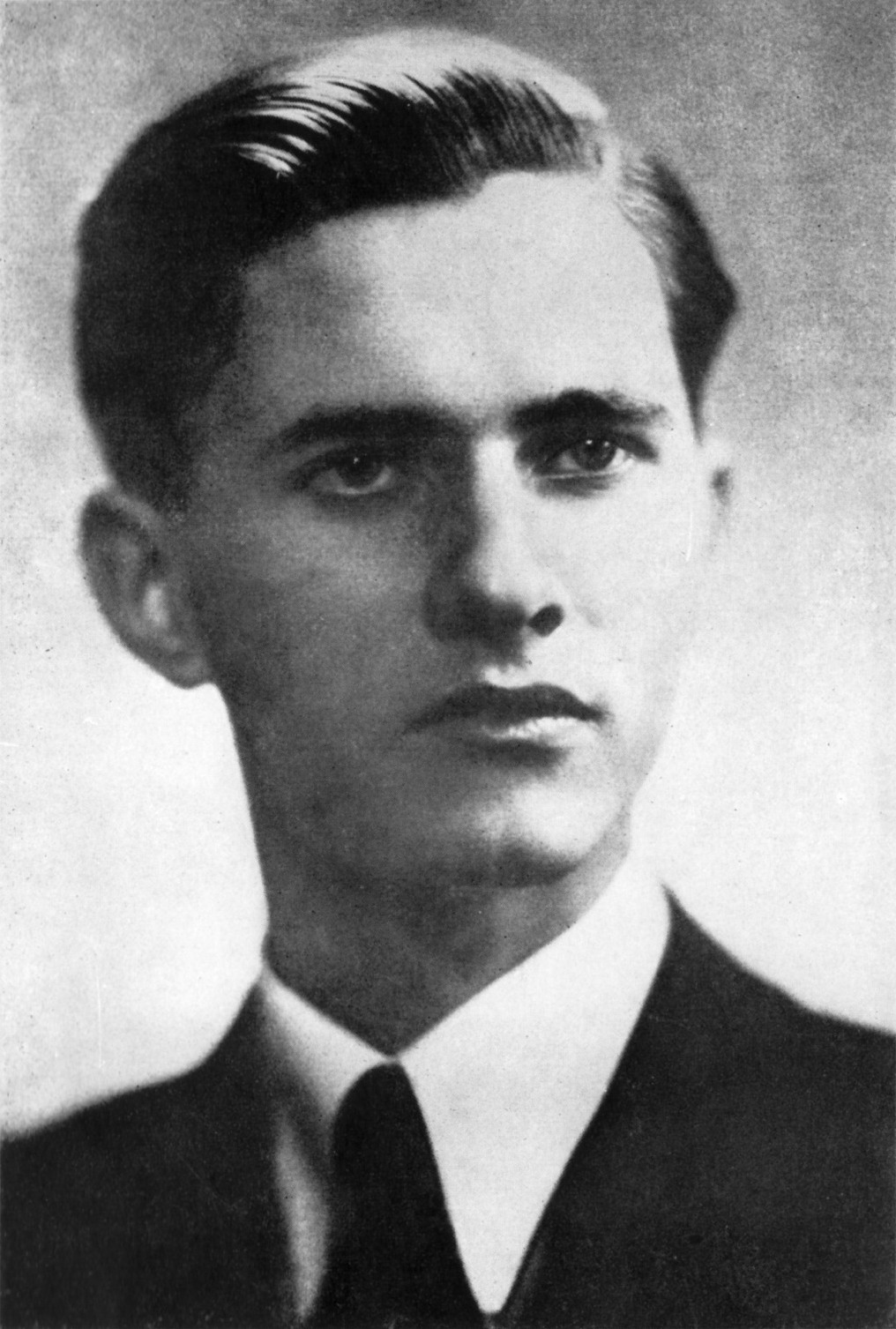
Paul Keres thời trẻ

Paul Keres sinh ngày 7 tháng 1 năm 1916 tại Narva, Estonia, khu vực khi đó đang được đặt dưới sự cai quản của Đế quốc Nga. Keres lần đầu biết đến cờ vua qua cha và người em trai Harald. Do sự khan hiếm tài liệu về cờ vua tại thành phố nhỏ nơi mình sinh sống, Keres đã tìm hiểu các ký hiệu cờ vua từ những câu đố cờ vua trên tờ nhật báo và biên soạn được một bộ sưu tập hơn 1000 ván đấu viết tay. Trong thời kỳ đầu, Keres được biết đến với phong cách tấn công rõ nét và xuất sắc.
Keres từng ba lần vô địch các giải cờ vua lứa tuổi học sinh Estonia vào các năm 1930, 1932 và 1933. Trình độ của Keres dần nâng cao sau các ván cờ thư tín, hình thức được ông sử dụng rộng rãi thời trung học. Ông đã chơi khoảng 500 ván kiểu này, có giai đoạn chơi đồng thời 150 ván. Vào năm 1935 Keres giành chức vô địch giải cờ thư tín quốc tế Internationaler Fernschachbund. Từ năm 1937 đến năm 1941 ông học toán tại trường đại học Tartu và ganh đua trong một số trận đấu diễn ra giữa các trường đại học.

## Lỡ hẹn với trận tranh ngôi vô địch thế giới
Vào năm 1938, Keres với số điểm 8½/14 cùng Reuben Fine chia sẻ vị trí số một tại giải AVRO tổ chức tại nhiều thành phố khác nhau ở Hà Lan, xếp trên những danh thủ lẫy lừng như Mikhail Botvinnik, Max Euwe, Reshevsky, Alekhine, Capablanca và Flohr. AVRO là một trong số những giải đấu quy tụ nhiều kỳ thủ mạnh nhất trong lịch sử, nhiều nhà sử học về cờ vua cho rằng nó là giải đấu hàng đầu về chất lượng các kỳ thủ tham dự từng được tổ chức. Keres vượt qua Fine sau hai ván ở loạt tiebreak với tỉ số 1½–½.
Theo dự kiến kỳ thủ giành chiến thắng ở giải đấu này sẽ thách thức danh hiệu vô địch thế giới trong một trận đấu với nhà đương kim vô địch Alexander Alekhine. Tuy nhiên, sự bùng nổ của Thế chiến thứ hai, đặc biệt là việc Liên Xô chiếm đóng Estonia lần đầu trong các năm 1940–1941 đã đẩy các cuộc đàm phán với Alekhine đến chỗ chấm dứt. Kể từ năm 1937 Keres bắt đầu việc học đại học, đây cũng là một phần nguyên nhân khiến trận đấu với Alekhine không thể diễn ra.
Keres gặp khó tại giải Leningrad–Moscow 1939 khi cùng chia sẻ vị trí thứ 12–13 chung cuộc; ông phân trần rằng mình không có đủ thời gian chuẩn bị cho một giải đấu hàng đầu như vậy, nơi mà lần đầu tiên ông phải đối mặt với rất nhiều danh thủ cờ vua Liên Xô. Tuy nhiên sau đó nhờ có nhiều thời gian chuẩn bị hơn Keres có sự trở lại với chiến thắng tại giải Margate trong cùng năm với điểm số 7½/9 (+6 −0 =3), xếp trên Capablanca và Flohr.

## Thế chiến thứ hai
Vào thời điểm Thế chiến thứ hai bùng nổ, Keres đang tham dự giải Olympiad ở Buenos Aires. Sau Olympiad, Keres tiếp tục ở lại để tham dự giải quốc tế Buenos Aires, giải đấu mà ông đã cùng Miguel Najdorf chia sẻ vị trí số một với điểm số 8½/11 (+7 −1 =3).
Quãng thời gian từ tháng 12 năm 1939 đến tháng 1 năm 1940 Keres có trận đấu kéo dài 14 ván với nhà cựu vô địch thế giới Max Euwe diễn ra ở Hà Lan. Kết quả Keres giành chiến thắng vất vả với tỉ số 7½–6½ (+6 −5 =3). Đây là một thành tích tuyệt vời, không chỉ vì Euwe từng là nhà vô địch thế giới, mà vì ông còn là một đối thủ dày dạn kinh nghiệm trong các trận đấu, hơn hẳn so với Keres.
Với việc Hiệp ước Xô-Đức được ký kết vào ngày 23 tháng 8 năm 1939, Estonia đã phải chịu sự chiếm đóng của Liên Xô từ ngày 6 tháng 8 năm 1940. 1940 cũng là năm mà Keres lần đầu tham dự giải vô địch Liên Xô, giải đấu năm đó diễn ra tại Moscow quy tụ rất nhiều kỳ thủ mạnh. Keres giành vị trí thứ 4 chung cuộc, xếp trên nhà đương kim vô địch Mikhail Botvinnik. Năm 1941, Liên đoàn Cờ vua Liên Xô tổ chức "giải vô địch tuyệt đối của Liên Xô" với thành phần tham dự bao gồm 6 kỳ thủ có thứ hạng cao nhất tại giải vô địch 1940 và thể thức là mỗi kỳ thủ sẽ đấu với nhau bốn ván. Botvinnik là người giành chiến thắng với điểm số 13½/20, còn Keres xếp thứ hai với 11 điểm, các vị trí còn lại lần lượt là của Vasily Smyslov, Isaac Boleslavsky, Andor Lilienthal, và Igor Bondarevsky.
Vào ngày 22 tháng 6 năm 1941 Đức Quốc xã xâm lược Liên Xô dẫn tới việc Estonia nhanh chóng được đặt dưới sự quản lý của người Đức sau đó. Trong hai năm 1942 và 1943, Keres và Alekhine cả hai đều tham dự bốn giải đấu do Ehrhardt Post, chủ tịch Grossdeutscher Schachbund (Liên đoàn Cờ vua) của Đức Quốc xã, tổ chức. Alekhine vô địch giải cờ vua Salzburg 1942 (giải 6 đại kiện tướng) vào tháng 6, giải vô địch cờ vua cá nhân châu Âu tại Munich vào tháng 9 năm 1942, và giải quốc tế tại Praha vào tháng 4 năm 1943. Ở cả ba giải này, Keres đều xếp thứ hai sau Alekhine. Tại giải đấu ở Salzburg diễn ra vào tháng 6 năm 1943, Keres cùng Alekhine chia sẻ ngôi quán quân với điểm số 7½/10.
Trong thế chiến thứ hai, ngoài các giải trên Keres còn tham dự một số giải đấu khác. Ông thắng cả 15 ván tại giải vô địch Estonia diễn ra tại Tallinn năm 1942 cũng như thắng cả năm ván tại giải đấu ở Posen năm 1943. Ngoài ra Keres còn vô địch các giải Estonia 1943, Madrid 1944 (13/14, +12 −0 =2), và xếp thứ hai tại giải Lidköping 1944 sau Stig Lundholm. Năm 1944 ông giành chiến thắng trong trận đấu với Folke Ekström diễn ra tại Stockholm, tỉ số là 5–1 (+4 −0 =2).

## Hoàn cảnh hiểm nguy
Sống tại một khu vực chịu tác động trực tiếp của Thế chiến thứ hai, Keres ở vào tình cảnh nguy hiểm. Trong cuộc chiến, quê hương Estonia của ông ban đầu bị Liên Xô chiếm đóng, rồi tới Đức, rồi một lần nữa là Liên Xô. Vào thời điểm Keres ra đời năm 1916, quốc gia này chịu sự quản lý của người Nga, nhưng tiếp sau là một giai đoạn độc lập giữa hai cuộc chiến tranh thế giới.
Trong thời kỳ chiến tranh, Keres có tham dự một số giải đấu ở các vùng lãnh thổ châu Âu do Đức chiếm đóng, bao gồm cả các giải do Đức Quốc xã tổ chức (Tallinn, Salzburg, Munich 1942; Prague, Posen, Salzburg, Reval 1943). Khi Liên Xô tái chiếm Estonia vào năm 1944, Keres nỗ lực chạy trốn sang Tây Âu nhưng bất thành. Cuộc phỏng vấn với một tờ báo Đức năm 1942 của Keres đã được Đức Quốc xã sử dụng để tuyên truyền chống Liên Xô. Hậu quả là Keres bị các nhà chức trách Liên Xô nghi ngờ và chất vấn về mối quan hệ giữa ông và những người Quốc xã. Keres tìm cách tránh khỏi việc bị trục xuất hay bất kỳ tình cảnh tồi tệ nào khác; tuy nhiên có thể ông đã bị bắt giam, rất khó để xác định những thông tin chính xác.
Tuy nhiên sự trở lại với đấu trường cờ vua quốc tế của Keres bị trì hoãn, ông thắng giải vô địch Baltic diễn ra ở Riga năm 1944/45 với điểm số 10½/11. Có lẽ vì những lý do chính trị, Keres đã bị loại khỏi đội tuyển Liên Xô bao gồm 10 kỳ thủ tham dự trận đấu trên sóng phát thanh với đội tuyển Mỹ và ông cũng không tham dự giải đấu lớn đầu tiên sau chiến tranh, giải cờ vua Groningen 1946. Người vô địch giải này là Botvinnik.
Năm 1945 Keres giành ngôi quán quân tại giải vô địch Estonia diễn ra ở Tallinn với số điểm 13/15 (+11 −0 =4), vượt qua một vài kỳ thủ khách mời người Liên Xô có tiếng như Alexander Kotov, Alexander Tolush, Lilienthal, và Flohr. Tiếp đó ông vô địch giải đấu ở Tbilisi nằm 1946 với số điểm gần hoàn hảo 18/19, xếp trên Vladas Mikėnas và chàng trai 16 tuổi Tigran Petrosian. Keres trở lại đấu trường quốc tế vào năm 1946 với trận đấu trên sóng phát thanh giữa Liên Xô và Anh và ông tiếp tục thể hiện phong độ xuất sắc trong các năm 1946 và 1947.

## Giai đoạn tiếp theo (1948–65)
Keres tham dự giải vô địch cờ vua thế giới 1948, giải đấu nhằm tìm ra nhà vô địch thế giới mới sau cái chết của Alekhine. Diễn ra tại hai thành phố là Den Haag và Moscow, giải đấu này chỉ giới hạn 5 kỳ thủ tham dự: Mikhail Botvinnik, Vasily Smyslov, Paul Keres, Samuel Reshevsky, và Max Euwe. (Reuben Fine cũng được mời nhưng từ chối) Thể thức là đấu vòng tròn, mỗi kỳ thủ sẽ gặp nhau 5 lần. Keres kết thúc ở vị trí đồng hạng ba với điểm số 10½/20 ngang bằng Reshevsky. Trong 5 ván đấu với nhà vô địch của giải là Botvinnik, Keres để thua tới 4, chỉ thắng ván cuối cùng khi kết quả giải đấu đã ngã ngũ.
Việc Keres thua 4 ván đầu tiên trước Botvinnik đã làm dấy lên những nghi ngờ cho rằng ông bị ép phải tự thua để cho Botvinnik vô địch. Nhà sử học về cờ vua Taylor Kingston đã điều tra mọi bằng chứng và lý lẽ, ông kết luận: các nhà chức trách Liên Xô đã đưa ra những gợi ý rõ ràng rằng Keres không nên ngăn cản những nỗ lực trở thành nhà vô địch thế giới của Botvinnik; Botvinnik chỉ phát hiện ra điều này khi giải đấu đã đi qua được khoảng nửa chặng đường, ông phản đối mạnh mẽ và thể hiện sự tức giận với các nhà chức trách Liên Xô; Keres gần như chắc chắn không muốn cố tình để thua Botvinnik hay bất kỳ ai ở giải đấu.
Tại bốn giải Candidates các năm 1953, 1956, 1959, 1962, Keres đều kết thúc ở vị trí thứ hai (hoặc đồng hạng 2), điều này khiến ông trở thành kỳ thủ nhiều lần đạt vị trí á quân nhất ở giải đấu này (do đó mà ông thường được gán cho biệt danh "Paul II".) Keres đã tham dự tổng cộng sáu giải Candidates:
- Budapest 1950, hạng 4, xếp sau David Bronstein, Isaac Boleslavsky và Vasily Smyslov với số điểm 9½/18 (+3 −2 =13).
- Zürich 1953, đồng hạng 2–4 cùng với David Bronstein và Reshevsky, số điểm giành được là 16/28 (+8 −4 =16), kém người đứng đầu Smyslov hai điểm.
- Amsterdam 1956, hạng 2 với số điểm 10/18 (+3 −1 =14), kém Smyslov 1½ điểm.
- Nam Tư 1959, hạng 2 với số điểm 18½/28 (+15 −6 =7), kém Tal 1½ điểm. Ở giải này Keres đạt kết quả khả quan trước mọi đối thủ, bao gồm cả tỉ số đối đầu 3–1 với Tal, nhưng thế là chưa đủ, bởi Tal giành tới 14½/16 điểm trước bốn đối thủ xếp hạng cuối ở bảng tổng sắp chung cuộc.
- Curaçao 1962, đồng hạng 2–3 với Efim Geller, số điểm giành được là 17/27 (+9 −2 =16), kém Tigran Petrosian một điểm. Cũng trong năm 1962, Keres đã giành chiến thắng trong trận đấu với Geller ở Moscow, tỉ số là 4½–3½ (+2 −1 =5), qua đó đạt một suất tham dự giải Candidates 1965.
- Riga 1965, thua ở trận tứ kết trước Boris Spassky, tỉ số là 6–4 (+2 −4 =4). Đây là trận thua duy nhất trong sự nghiệp của Keres

Việc Keres liên tiếp về nhì ở bốn giải Candidates cũng làm dấy lên những nghi ngờ cho rằng ông nhận được lệnh không được phép thắng ở những giải này. Taylor Kingston kết luận: có lẽ không có áp lực nào từ phía các quan chức Liên Xô kể từ năm 1954 trở về sau, Keres đã trở nên bình thường (ý là về mặt tư tưởng chính trị) và Botvinnik thì không còn ủng hộ giới lãnh đạo nước này. Tại Curaçao năm 1962 đã có một âm mưu không chính thức đến từ Petrosian, Geller và Keres, nó dẫn tới bất lợi cho Keres bởi giai đoạn đó có thể ông mạnh hơn một chút so với cả Petrosian và Geller.
Trong cuốn sách cuối cùng xuất bản vào cuối năm 2006 ngay sau khi vừa qua đời, Đại kiện tướng Bronstein tiết lộ rằng giới lãnh đạo cờ vua Liên Xô muốn Smyslov chiến thắng tại giải đấu ở Zurich năm 1953 và gây áp lực lên một số cá nhân hàng đầu khác để sắp đặt kết quả, điều này thực tế đã diễn ra. Theo những gì Bronstein viết thì Keres được lệnh phải hòa ở ván đấu ở vòng thứ hai với Smyslov để Smyslov duy trì được thể trạng tốt. Keres, người có ước vọng của riêng mình là đứng đầu giải đấu, cầm quân Trắng và cố gắng giành lấy chiến thắng trong một ván đấu tấn công, nhưng cuối cùng thất bại vì Smyslov đã thể hiện một phong độ tuyệt vời.

## Ba lần vô địch Liên Xô và giai đoạn đỉnh cao trong sự nghiệp
Keres đã từng ba lần lên ngôi cao nhất tại giải vô địch cờ vua Liên Xô, một giải đấu hàng đầu quy tụ những kỳ thủ rất mạnh. Năm 1947 ông giành chiến thắng ở Leningrad với số điểm 14/19 (+10 −1 =8); giải năm đó có sự tham dự của tất cả các kỳ thủ hàng đầu Liên Xô ngoại trừ Botvinnik. Ba năm sau Keres lên ngôi ở Moscow với số điểm 11½/17 (+8 −2 =7), giải lần này được xem là dễ chịu hơn nhưng chỉ một chút so với năm 1947. Lần vô địch Liên Xô cuối cùng của Keres là vào năm 1951, khi đó ông đã vượt qua hàng loạt những kỳ thủ rất mạnh bao gồm Efim Geller, Petrosian, Smyslov, Botvinnik, Yuri Averbakh, David Bronstein, Mark Taimanov, Lev Aronin, Salo Flohr, Igor Bondarevsky, và Alexander Kotov với số điểm 12/17 (+9 −2 =6).
Keres giành chiến thắng tại giải đấu ở Pärnu năm 1947 với số điểm 9½/13 (+7 −1 =5), ở Szczawno-Zdrój năm 1950 với 14½/19 điểm (+11 −1 =7), và giải ở Budapest năm 1952 với 12½/17 điểm (+10 −2 =5), xếp trên nhà vô địch thế giới Botvinnik và một số danh thủ khác như Geller, Smyslov, Gideon Ståhlberg, László Szabo, Petrosian. Chiến thắng tại Budapest có thể đại diện cho thời kỳ đỉnh cao trong sự nghiệp của Keres, quãng thời gian hai năm với bốn danh hiệu hàng đầu. Trong cuốn sách viết về Keres của mình, kiện tướng và tác giả người Hungary Egon Varnusz đã tuyên bố rằng tại thời điểm đó "kỳ thủ xuất sắc nhất thế giới là Paul Keres".

## Thành công ở đội tuyển quốc gia
Sau khi bị buộc trở thành công dân Liên Xô, Keres đã đại diện cho Liên Xô tham dự bảy kỳ Olympiad liên tiếp và đạt thành tích 7 huy chương vàng đồng đội, 5 huy chương vàng và 1 huy chương đồng cá nhân. Vào năm 1952 Keres thi đấu ở bảng 1 cho đội tuyển Liên Xô, đó là lần đầu tiên đội tuyển nước này tham dự Olympiad, vậy nên khi đó Keres là kỳ thủ duy nhất của Liên Xô có trải nghiệm ở đấu trường này do trước đây ông đã từng thi đấu cho đội tuyển Estonia. Thành tích 4 huy chương vàng cá nhân liên tiếp (đứng đầu bảng đấu) giai đoạn 1954–60 của Keres là một kỷ lục của Olympiad. Dù không còn tham gia thi đấu ở đấu trường này kể từ sau năm 1964 nhưng Keres vẫn có được thành công trong vai trò huấn luyện viên đội tuyển Liên Xô giai đoạn một thập kỷ tiếp theo. Tổng cộng Keres đã tham dự 11 kỳ Olympiad cho hai đội tuyển Liên Xô và Estonia (tính cả kỳ không chính thức lần thứ 3). Trong 161 ván, Keres thắng 97, thua 13 và hòa 51 (+97 −13 =51), đạt 122½ điểm, tỉ lệ 76,1%. Thành tích cụ thể của Keres ở Olympiad khi thi đấu cho đội tuyển Liên Xô như sau:
- Helsinki 1952, bảng 1, 6½/12, huy chương vàng đồng đội;
- Amsterdam 1954, bảng 4, 13½/14 (+13 −0 =1), huy chương vàng đồng đội và cá nhân;

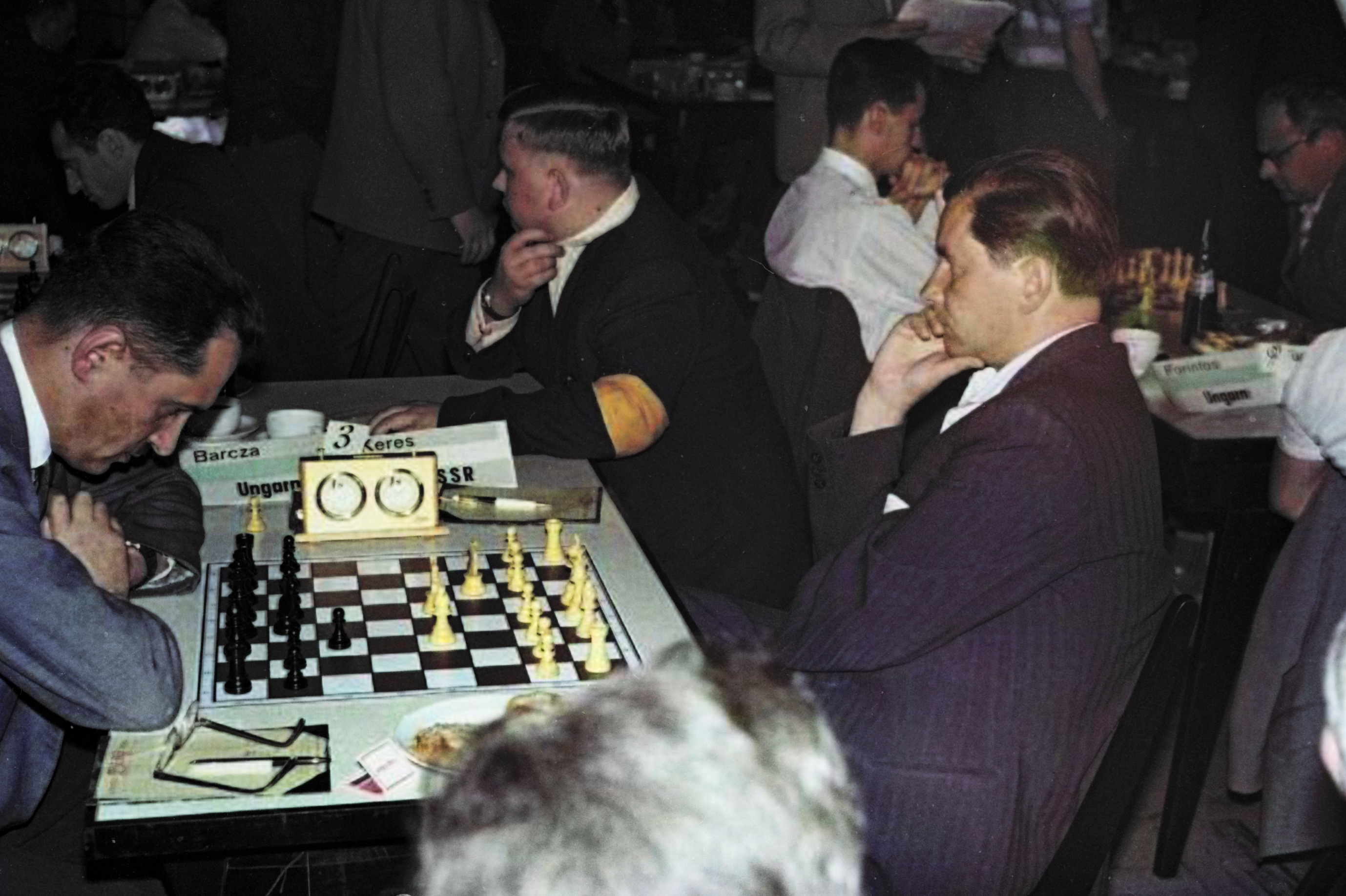
Gedeon Barcza (trái) đấu với Keres, giải vô địch đồng đội châu Âu 1961

- Moscow 1956, bảng 3, 9½/12 (+7 −0 =5), huy chương vàng đồng đội và cá nhân;
- Munich 1958, bảng 3, 9½/12 (+7 −0 =5), huy chương vàng đồng đội và cá nhân;
- Leipzig 1960, bảng 3, 10½/13 (+8 −0 =5), huy chương vàng đồng đội và cá nhân;
- Varna 1962, bảng 4, 9½/13 (+6 −0 =7), huy chương vàng đồng đội, huy chương đồng cá nhân;
- Tel Aviv 1964, bảng 4, 10/12 (+9 −1 =2), huy chương vàng đồng đội và cá nhân.

Keres cũng đã ba lần là thành phần của đội tuyển Liên Xô tham dự giải cờ vua đồng đội châu Âu và ở cả ba lần ông đều giành được tấm huy chương vàng cá nhân và đồng đội. Trong tổng cộng 18 ván ở giải này Keres thắng 10 hòa 8, không để thua ván nào (+10 −0 =8), tỉ lệ 77,8%. Thành tích cụ thể như sau:
- Vienna 1957, bảng 2, 3/5 (+1 −0 =4), huy chương vàng đồng đội và cá nhân;
- Oberhausen 1961, bảng 3, 6/8 (+4 −0 =4), huy chương vàng đồng đội và cá nhân;
- Kapfenberg 1970, bảng 8, 5/5 (+5 −0 =0), huy chương vàng đồng đội và cá nhân.

Ngoài Olympiad và giải đồng đội châu Âu, Keres còn đại diện cho Liên Xô tham dự rất nhiều trận đấu đồng đội quốc tế khác ở châu Âu và châu Mỹ và đạt được thành công lớn.

## Qua đời
Vào năm 1974, sức khỏe của Keres giảm sút và ông đã không tham dự bất kỳ giải đấu lớn nào trong năm đó. Chiến thắng cuối cùng của Keres tại một giải đấu lớn là ở Tallinn năm 1975.

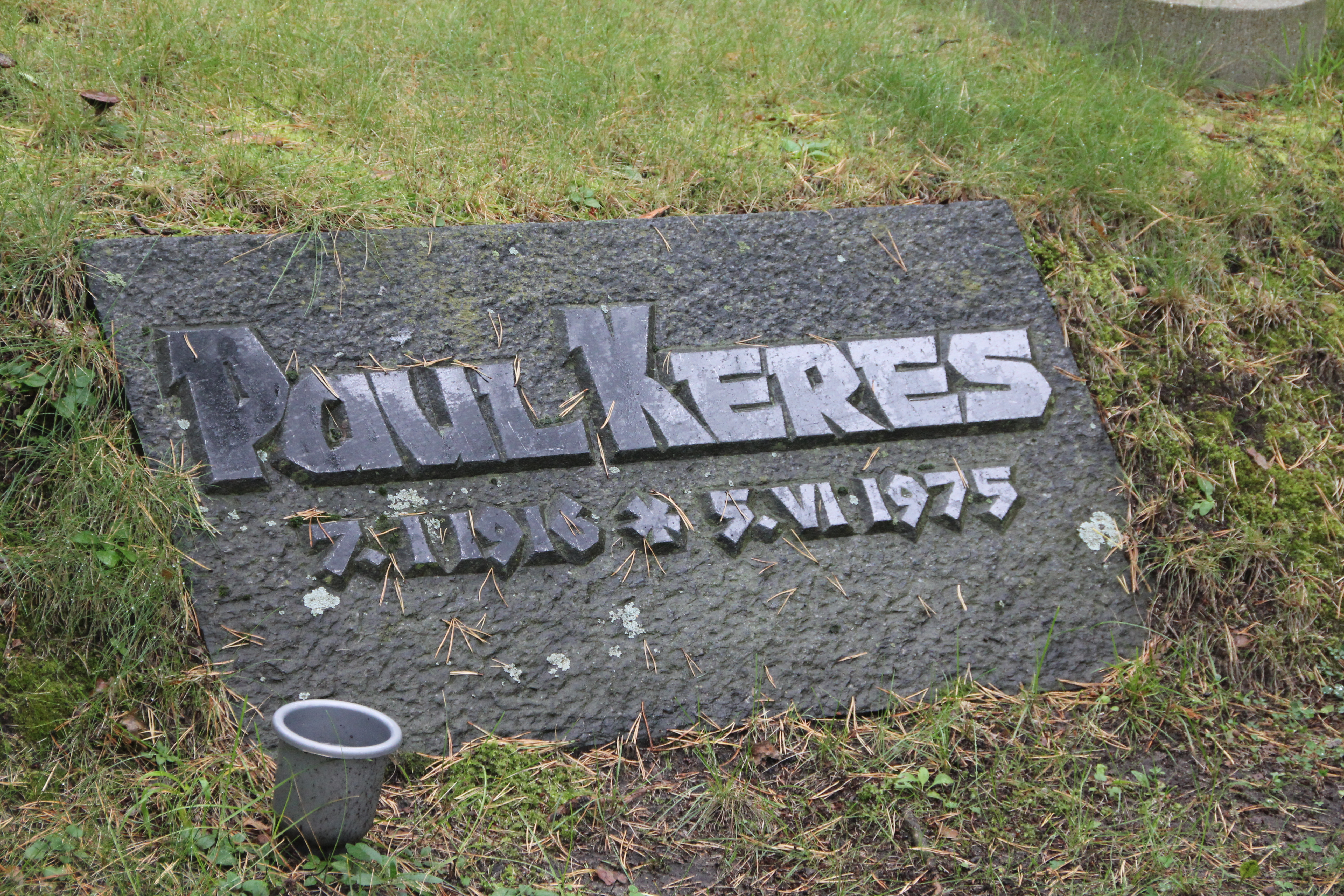
Mộ của Paul Kerese tại nghĩa trang Rừng Tallinn

Chỉ vài tháng sau giải đấu ở Tallinn, Keres đã qua đời tại Helsinki, Phần Lan ở tuổi 59 do nhồi máu cơ tim. Ông qua đời khi đang trên chuyến hành trình trở về quê nhà Estonia từ một giải đấu mà ông đã giành ngôi quán quân ở Vancouver (thường có thông tin cho rằng ông qua đời ở Vancouver, Canada trong cùng ngày). Keres được an táng tại nghĩa trang Metsakalmistu ở Tallinn. Kể từ đó, giải cờ vua tưởng niệm Paul Keres được tổ chức hàng năm tại địa điểm chủ yếu là Vancouver.
Đã có hơn 100.000 người có mặt dự lễ quốc tang của Keres ở Tallinn, Estonia, trong đó có cả địch thủ và cũng là bạn cũ của ông, chủ tịch FIDE Max Euwe và các nhà lãnh đạo Estonia.

## Vinh danh
Chân dung Paul Keres đã từng xuất hiện trên tờ bạc 5 kroon Estonia trước đây (kể từ năm 2011 kroon được thay thế bằng đồng euro). Cho đến nay Keres là kỳ thủ cờ vua duy nhất có chân dung được in lên một tờ tiền giấy của một quốc gia.
Từ năm 1969, tại Tallinn có một giải cờ vua quốc tế thường niên được tổ chức. Keres hai lần vô địch giải này các năm 1971 và 1975. Sau khi Keres qua đời, bắt đầu từ năm 1976 giải đấu này được gọi là giải cờ vua tưởng nhớ Paul Keres. Ngoài ra ở Vancouver cũng có một giải đấu tương tự và một số câu lạc bộ cờ vua mang tên ông. Vào năm 2000 Keres được bầu chọn là vận động viên thế kỷ của Estonia. Tên của ông cũng được dùng để đặt cho một con đường ở Nõmme và một quận ở Tallinn. Vào ngày 7 tháng 1 năm 2016, một bức tượng Keres bằng đồng đã được cho ra mắt tại thành phố quê hương Narva nhân kỷ niệm sinh nhật thứ 100 của ông. Liên đoàn Cờ vua Thế giới đã gọi năm 2016 là "năm của Paul Keres". Nhân dịp này, Estonia cũng phát hành tiền kim loại 2 Euro có mang hình ảnh ông.

## Những ván đấu đáng chú ý
- Paul Keres vs Alexander Alekhine, Margate 1937, Ruy Lopez (C71), 1–0
- Paul Keres vs José Raúl Capablanca, AVRO Amsterdam 1938, French, Tarrasch, Open Variation, Main line (C09), 1–0
- Max Euwe vs Paul Keres, Amsterdam 1940 (match), Queen's Indian, Old Main line (E19), 0–1
- Paul Keres vs Jaroslav Šajtar, Amsterdam 1954 (ol), Sicilian, Najdorf (B94), 1–0
- Paul Keres vs Mikhail Botvinnik, Moscow 1956 (Alekhine Memorial), Sicilian, Richter–Rauzer Attack (B63), 1–0
- Paul Keres vs Edgar Walther, Tel Aviv 1964, King's Indian, Petrosian System (E93), 1–0

## Tác phẩm
- Keres, Paul; Kotov, Alexander (1964). "The Art of the Middle Game" (Tài liệu). Penguin Books.
- Keres, Paul (1973). "Practical Chess Endings" (Tài liệu). R.H.M. Press. {{Chú thích tài liệu}}: Đã bỏ qua tham số không rõ |isbn= (trợ giúp)
- Keres, Paul (1960). "Keres' Best Games of Chess" (Tài liệu). Ishi Press. {{Chú thích tài liệu}}: Đã bỏ qua tham số không rõ |isbn= (trợ giúp)
- Keres, Paul (1960). "Moderne Theorie der Schacheröffnungen Dreispringerspiel bis Königsgambit" (Tài liệu). Ishi Press. {{Chú thích tài liệu}}: Đã bỏ qua tham số không rõ |isbn= (trợ giúp)
- Keres, Paul (1949). "Теория шахматных дебютов Открытые дебюты" (Tài liệu). Ishi Press. {{Chú thích tài liệu}}: Đã bỏ qua tham số không rõ |isbn= (trợ giúp)

## Thành tích
Dưới đây là những thống kê về thành tích của Keres ở các trận đấu và giải đấu:

### Giải đấu
| Năm     | Giải đấu                           | Thứ hạng | Ghi chú                                                                             |
| ------- | ---------------------------------- | -------- | ----------------------------------------------------------------------------------- |
| 1935    | Olympiad lần thứ 6 ở Warszawa      | –        | Thi đấu ở bảng 1 cho đội tuyển Estonia (+11−5=3)                                    |
| 1935    | Helsinki                           | 2        | Frydman vô địch                                                                     |
| 1936    | Nauheim                            | 1–2      | Cùng Alekhine chia sẻ hai vị trí đầu                                                |
| 1936    | Dresden                            | 8–9      | Alekhine vô địch                                                                    |
| 1936    | Zandvoort                          | 3–4      | Fine vô địch                                                                        |
| 1937    | Margate                            | 1–2      | Cùng Fine chia sẻ hai vị trí đầu                                                    |
| 1937    | Ostend                             | 1–3      | Cùng Grob và Fine chia sẻ ba vị trí đầu                                             |
| 1937    | Praha                              | 1        |                                                                                     |
| 1937    | Vienna                             | 1        |                                                                                     |
| 1937    | Kemeri                             | 4–5      | Reshevsky, Flohr, và Petrovs cùng chia sẻ các vị trí từ 1 đến 3                     |
| 1937    | Pärnu                              | 2–4      | Schmidt vô địch                                                                     |
| 1937    | Olympiad lần thứ 7 ở Stockholm     | –        | Huy chương bạc cá nhân cho đội tuyển Estonia ở bảng 1 (+9−2=4)                      |
| 1937    | Semmering/Baden                    | 1        |                                                                                     |
| 1937/38 | Hastings                           | 2–3      | Reshevsky vô địch                                                                   |
| 1938    | Noordwijk                          | 2        | Eliskases vô địch                                                                   |
| 1938    | AVRO                               | 1–2      | Cùng chia sẻ vị trí đầu với Fine, xếp trên Botvinnik                                |
| 1939    | Leningrad–Moscow                   | 12–13    | Flohr vô địch                                                                       |
| 1939    | Margate                            | 1        | Xếp trên Capablanca và Flohr                                                        |
| 1939    | Olympiad lần thứ 8 ở Buenos Aires  | –        | Thi đấu ở bảng 1 cho đội tuyển Estonia (+12−2=5)                                    |
| 1939    | Buenos Aires                       | 1–2      | Cùng Najdorf chia sẻ ngôi đầu                                                       |
| 1940    | Giải vô địch Liên Xô lần thứ 12    | 4        | Lilienthal và Bondarevsky đồng quán quân                                            |
| 1941    | Giải vô địch tuyệt đối của Liên Xô | 2        | Xếp sau Botvinnik                                                                   |
| 1942    | Tallinn                            | 1        | Giải vô địch Estonia (+15−0=0)                                                      |
| 1942    | Salzburg                           | 2        | Xếp sau Alekhine                                                                    |
| 1942    | Munich                             | 2        | "Giải vô địch châu Âu", xếp sau Alekhine                                            |
| 1943    | Prague                             | 2        | Xếp sau Alekhine                                                                    |
| 1943    | Poznań                             | 1        | Xếp trên Grünfeld                                                                   |
| 1943    | Salzburg                           | 1–2      | Cùng Alekhine chia sẻ hai vị trí đầu                                                |
| 1943    | Tallinn                            | 1        | Giải vô địch Estonia (+6−1=4)                                                       |
| 1943    | Madrid                             | 1        |                                                                                     |
| 1944    | Lidköping                          | 2        | Giải vô địch Thụy Điển                                                              |
| 1944/45 | Riga                               | 1        | Giải vô địch Baltic                                                                 |
| 1946    | Tbilisi                            | 1        | Giải vô địch Georgia                                                                |
| 1947    | Pärnu                              | 1        |                                                                                     |
| 1947    | Giải vô địch Liên Xô lần thứ 15    | 1        |                                                                                     |
| 1947    | Moscow                             | 6–7      |                                                                                     |
| 1948    | Giải vô địch thế giới              | 3–4      | Botvinnik vô địch, Smyslov á quân                                                   |
| 1949    | Giải vô địch Liên Xô lần thứ 17    | 8        |                                                                                     |
| 1950    | Budapest                           | 4        | Giải Candidates, Bronstein hạng 1, Boleslavsky hạng 2, Smyslov hạng 3               |
| 1950    | Szczawno-Zdrój                     | 1        |                                                                                     |
| 1950    | Giải vô địch Liên Xô lần thứ 18    | 1        |                                                                                     |
| 1951    | Giải vô địch Liên Xô lần thứ 19    | 1        |                                                                                     |
| 1952    | Giải vô địch Liên Xô lần thứ 20    | 10–11    | Botvinnik vô địch                                                                   |
| 1952    | Budapest                           | 1        |                                                                                     |
| 1952    | Olympiad lần thứ 10 ở Helsinki     | –        | Thi đấu ở bảng 1 cho đội tuyển Liên Xô (+3−2=7)                                     |
| 1953    | Zürich                             | 2–4      | Giải Candidates, Smyslov hạng 1                                                     |
| 1954    | Olympiad lần thứ 11 ở Amsterdam    | –        | Huy chương vàng cá nhân cho đội tuyển Liên Xô ở bảng 4 (+13−0=1)                    |
| 1954/55 | Hastings                           | 1–2      | Cùng Smyslov chia sẻ hai vị trí đầu                                                 |
| 1955    | Giải vô địch Liên Xô lần thứ 22    | 7–8      | Geller vô địch                                                                      |
| 1955    | Göteborg                           | 2        | Interzonal, Bronstein hạng 1                                                        |
| 1956    | Amsterdam                          | 2        | Giải Candidates, Smyslov hạng 1                                                     |
| 1956    | Olympiad lần thứ 12 ở Moscow       | –        | Huy chương vàng cá nhân cho đội tuyển Liên Xô ở bảng 3 (+7−0=5)                     |
| 1956    | Moscow                             | 7–8      |                                                                                     |
| 1957    | Giải vô địch Liên Xô lần thứ 24    | 2–3      | Tal vô địch                                                                         |
| 1957    | Mar del Plata                      | 1        |                                                                                     |
| 1957    | Santiago                           | 1        |                                                                                     |
| 1957/58 | Hastings                           | 1        |                                                                                     |
| 1958    | Olympiad lần thứ 13 ở Munich       | –        | Huy chương vàng cá nhân cho đội tuyển Liên Xô ở bảng 3 (+7−0=5)                     |
| 1959    | Giải vô địch Liên Xô lần thứ 26    | 7–8      | Petrosian vô địch                                                                   |
| 1959    | Zürich                             | 3–4      | Tal vô địch                                                                         |
| 1959    | Bled/Belgrade/Zagreb               | 2        | Giải Candidates, Tal hạng 1                                                         |
| 1959/60 | Stockholm                          | 3        |                                                                                     |
| 1960    | Olympiad lần thứ 14 ở Leipzig      | –        | Huy chương vàng cá nhân cho đội tuyển Liên Xô ở bảng 3 (+8−0=5)                     |
| 1961    | Zürich                             | 1        |                                                                                     |
| 1961    | Bled                               | 3–5      | Tal vô địch                                                                         |
| 1961    | Giải vô địch Liên Xô lần thứ 29    | 8–11     |                                                                                     |
| 1962    | Curaçao                            | 2–3      | Giải Candidates 1962, Petrosian hạng 1                                              |
| 1962    | Olympiad lần thứ 15 ở Varna        | −        | Huy chương đồng cá nhân cho đội tuyển Liên Xô ở bảng 4 (+6−0=7)                     |
| 1963    | Los Angeles                        | 1–2      | Piatigorsky Cup lần thứ nhất, đồng hạng nhất với Petrosian                          |
| 1964    | Beverwijk                          | 1–2      | Giải Hoogovens, cùng Nei chia sẻ hai vị trí đầu                                     |
| 1964    | Buenos Aires                       | 1–2      | Cùng Petrosian chia sẻ hai vị trí đầu                                               |
| 1964    | Olympiad lần thứ 16 ở Tel Aviv     | −        | Huy chương vàng cá nhân cho đội tuyển Liên Xô ở bảng 4 (+9−1=2)                     |
| 1964/65 | Hastings                           | 1        |                                                                                     |
| 1965    | Mariánské Lázně                    | 1–2      | Cùng Hort chia sẻ hai vị trí đầu                                                    |
| 1965    | Giải vô địch Liên Xô lần thứ 33    | 6        | Stein vô địch                                                                       |
| 1966/67 | Stockholm                          | 1        |                                                                                     |
| 1967    | Moscow                             | 9–12     |                                                                                     |
| 1967    | Winnipeg                           | 3–4      |                                                                                     |
| 1968    | Bamberg                            | 1        |                                                                                     |
| 1969    | Beverwijk                          | 3–4      | Giải Hoogovens, xếp sau Botvinnik và Geller                                         |
| 1969    | Tallinn                            | 2–3      |                                                                                     |
| 1970    | Budapest                           | 1        |                                                                                     |
| 1971    | Amsterdam                          | 2–4      |                                                                                     |
| 1971    | Pärnu                              | 2–3      |                                                                                     |
| 1971    | Tallinn                            | 3–6      |                                                                                     |
| 1972    | Sarajevo                           | 3–5      |                                                                                     |
| 1972    | San Antonio                        | 5        | Karpov, Petrosian, và Portisch cùng chia sẻ 3 vị trí đầu                            |
| 1973    | Tallinn                            | 3–6      |                                                                                     |
| 1973    | Dortmund                           | 6–7      |                                                                                     |
| 1973    | Petropolis                         | 12–13    | Interzonal, Mecking hạng 1; từ 2 đến 4 lần lượt là Geller, Polugaevsky, và Portisch |
| 1973    | Giải vô địch Liên Xô lần thứ 41    | 9–12     | Spassky vô địch                                                                     |
| 1975    | Tallinn                            | 1        |                                                                                     |
| 1975    | Vancouver                          | 1        |                                                                                     |

### Trận đấu
| Năm     | Đối thủ            | Kết quả  |
| ------- | ------------------ | -------- |
| 1935    | Gunnar Friedemann  | +2 −1 =0 |
| 1935    | Feliks Kibbermann  | +3 −1 =0 |
| 1936    | Paul Felix Schmidt | +3 −3 =1 |
| 1938    | Gideon Ståhlberg   | +2 −2 =4 |
| 1939/40 | Max Euwe           | +6 −5 =3 |
| 1944    | Folke Ekström      | +4 −0 =2 |
| 1956    | Wolfgang Unzicker  | +4 −0 =4 |
| 1962    | Efim Geller        | +2 −1 =5 |
| 1965    | Boris Spassky      | +2 −4 =4 |
| 1970    | Borislav Ivkov     | +2 −0 =2 |

### Thành tích đối đầu với những đại kiện tướng hàng đầu
Ở đây chỉ tính đến những lần đối đầu ở các trận đấu hoặc giải đấu chính thức.
| - Alexander Alekhine: +1 −5 =8 - Mikhail Botvinnik: +3 −8 =9 - David Bronstein: +4 −6 =18 - José Raúl Capablanca: +1 −0 =5 | - Max Euwe: +11 −7 =9 - Reuben Fine: +3 −1 =8 - Bobby Fischer: +3 −4 =3 - Efim Geller: +8 −7 =21 | - Anatoly Karpov: +0 −0 =2 - Viktor Korchnoi: +4 −1 =12 - Bent Larsen: +2 −0 =4 - Tigran Petrosian: +3 −3 =27 | - Lajos Portisch: +1 −4 =3 - Vasily Smyslov: +8 −10 =21 - Boris Spassky: +3 −5 =29 - Mikhail Tal: +8 −4 =20 |

Chú thích: + thắng, − thua, = hòa.